# Домовой-агитатор
«Домовой-агитатор» — агитационный фильм 1920 года, призывающий крестьян сдавать хлеб в города для поддержания пролетариата. Длительность — 36 минут (3 части, 1000 м). Фильм не сохранился.

## Сюжет
Гражданская война. В Москве топливно-продовольственный кризис. Старые деревянные дома разбираются на дрова. Домовой уговаривает рабочего уехать из Москвы и доставляет его в одну из деревень, где живёт брат рабочего — Андрей. Тот неприветливо встречает голодного брата. Тогда домовой переносит Андрея на один из московских заводов. Устыдившись перед голодающим пролетариатом, Андрей возвращается в деревню и агитирует крестьян сдавать хлеб государству.

## В ролях
- Георгий Бурджалов — деревенский домовой
- Алексей Соловьёв — городской домовой
- Николай Костромской — крестьянин Андрей
- Елена Александровна Соколова — жена Андрея
- М. Куделько — дочь Андрея
- Николай Хмелёв — жених дочери Андрея
- Борис Добронравов — батрак Степан
- Иван Лавин — староста
- Александр Карцев — городовой
- Добрицкая

## Съёмочная группа
- Режиссёр и оператор — Юрий Желябужский
- Автор сценария — Иван Новиков (И. Алексеев)
- Художник — Владимир Егоров
- Грим — М. Фалеев, Яков Гремиславский

## Награды
В июле 1920 года сценарий картины получил первую премию на конкурсе, объявленном ВФКО с целью способствовать средствами кино борьбе с продовольственным кризисом.